# Aloe pillansii
Espèce
Statut de conservation UICN

 CR  : 
En danger critique
Aloe pillansii est une espèce de plantes à fleurs de la famille des Xanthorrhoéacées, selon APG III, des Asphodelaceae, selon APG IV.
L'espèce est trouvée dans le sud de l'Afrique.